# Fiat Multipla
Fiat Multipla – samochód osobowy typu minivan klasy kompaktowej produkowany przez włoską markę FIAT w latach 1998–2010.

## Historia i opis modelu

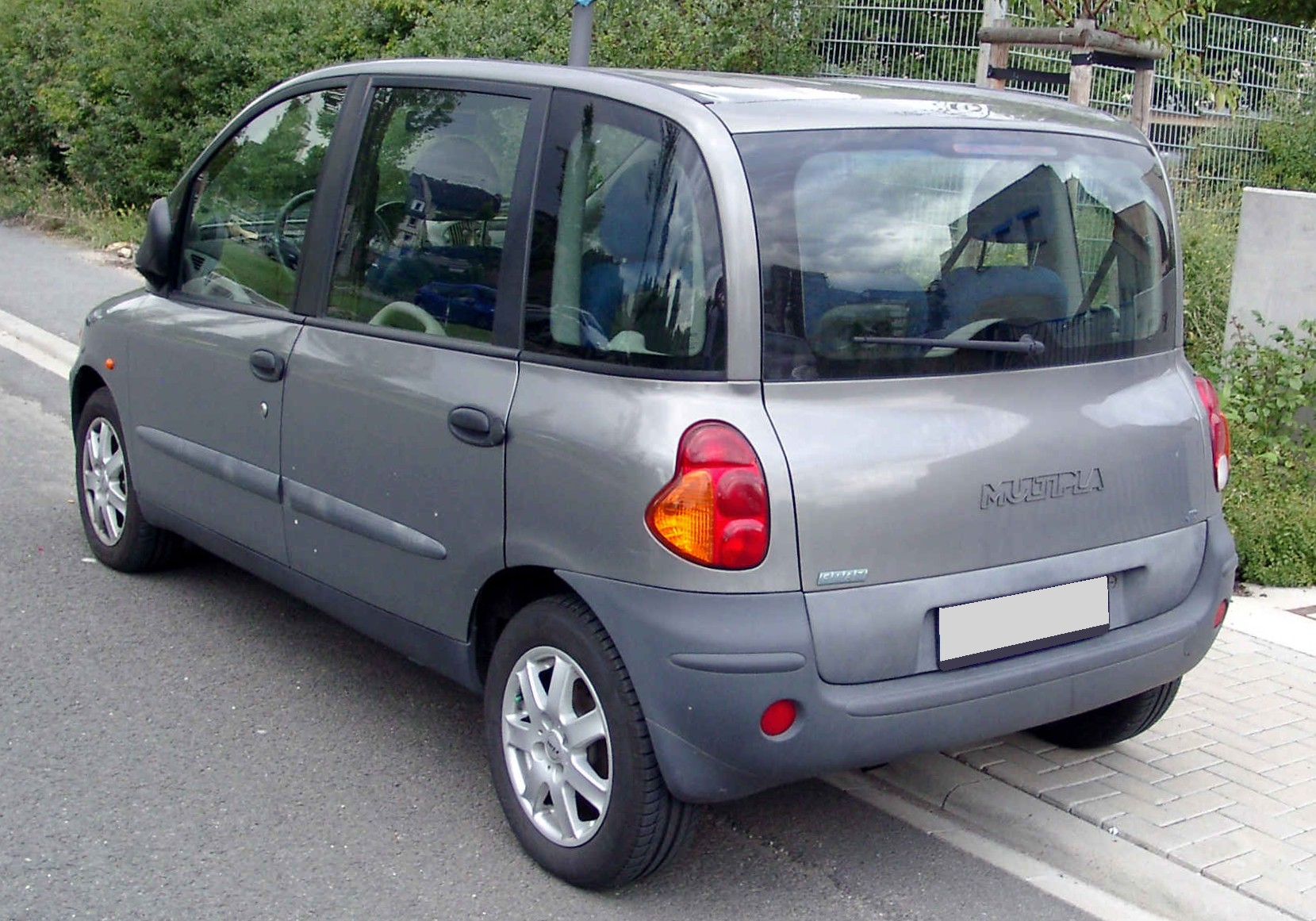
Fiat Multipla – tył

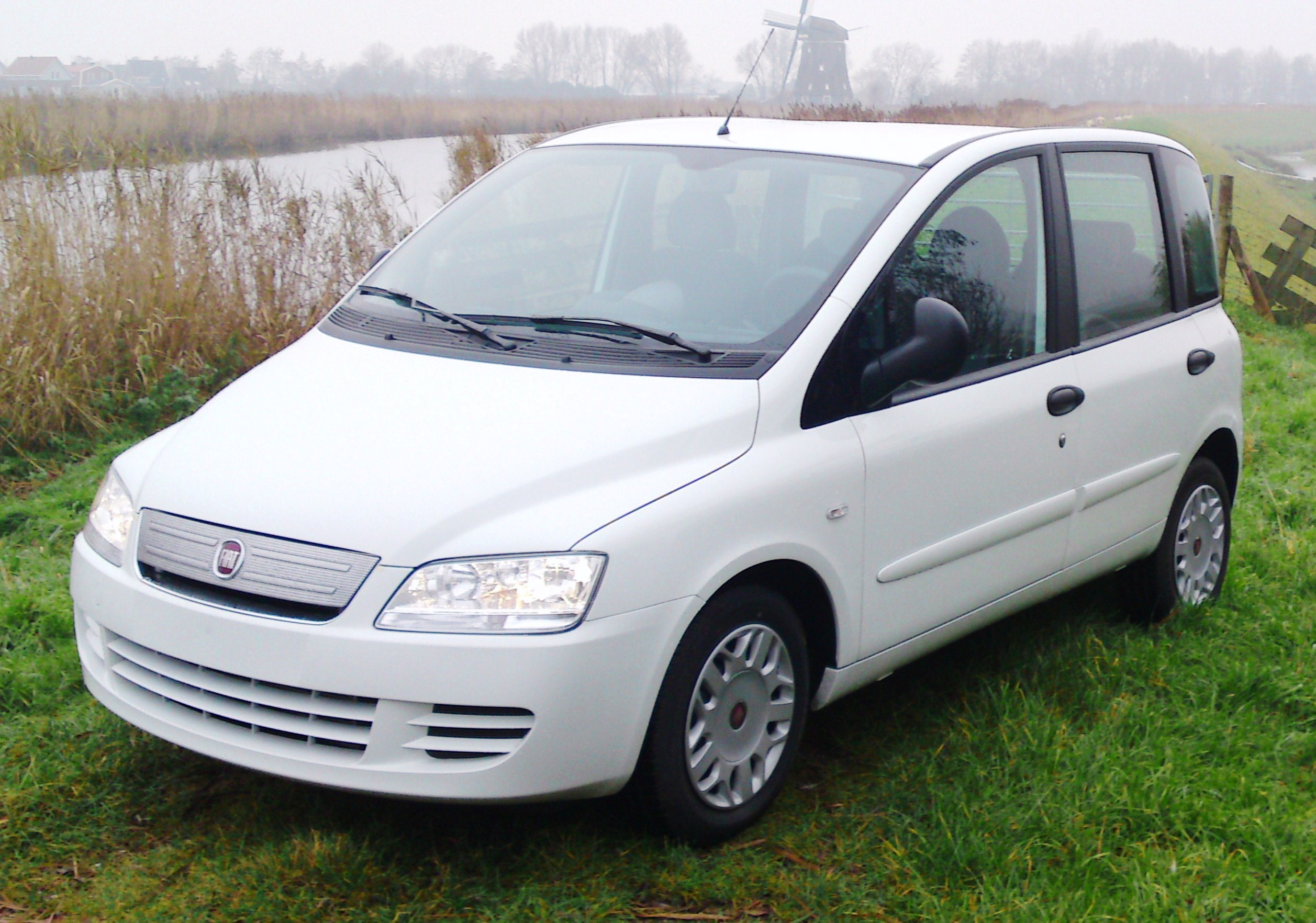
Fiat Multipla po liftingu

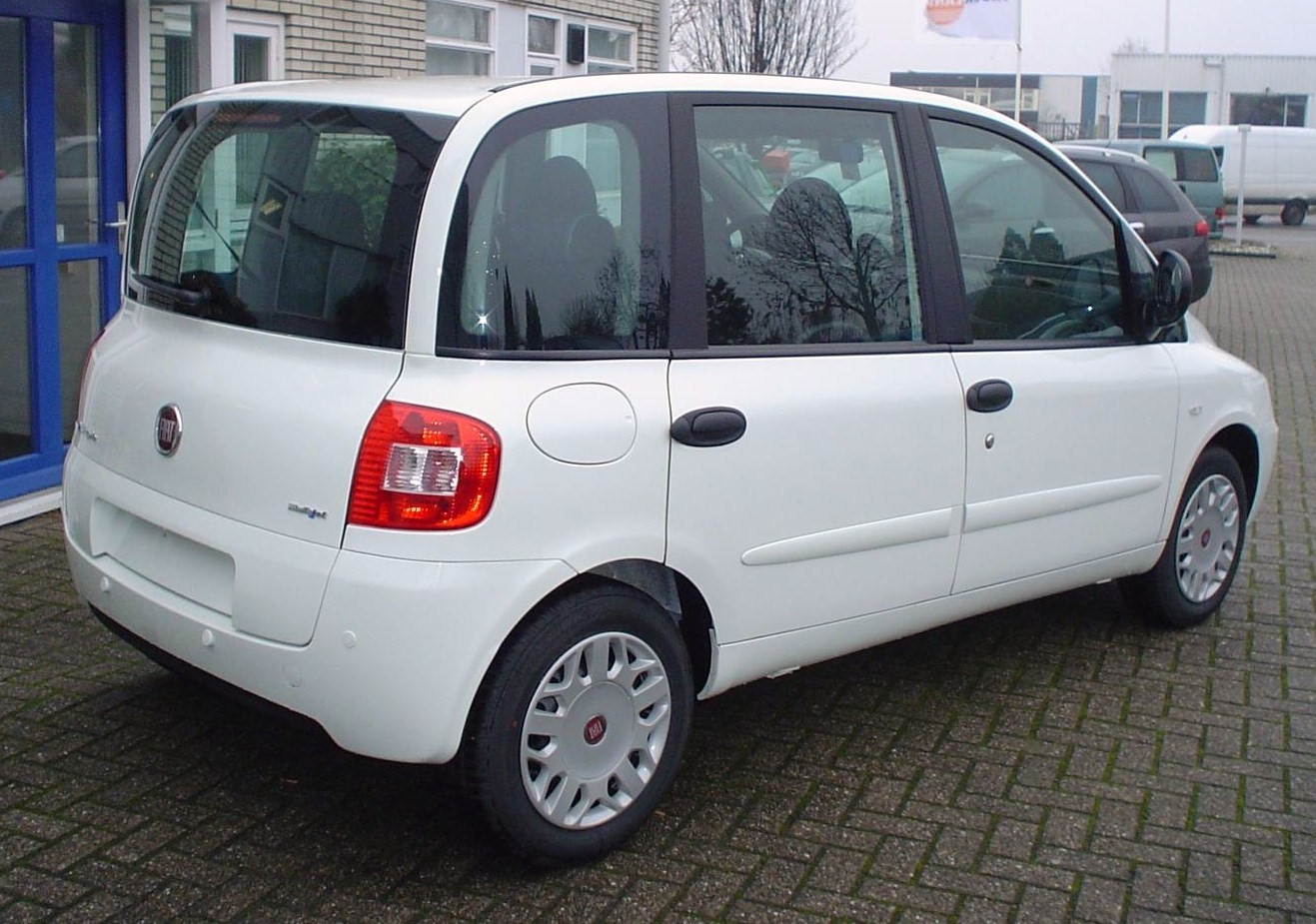
Fiat Multipla – tył po liftingu

Fiat Multipla został po raz pierwszy zaprezentowany podczas targów motoryzacyjnych w Paryżu w 1997 roku. Nazwa Multipla nawiązuje do produkowanego w latach 50. i 60. XX wieku Fiata 600 Multipla.
Pojazd został zbudowany na bazie płyty podłogowej modelu Bravo/Brava. Charakterystycznym elementem pojazdu jest przód auta, który rozpoznać można po światłach drogowych umieszczonych pod przednią szybą. We wnętrzu pojazdu umieszczono 6 przesuwnych foteli, umieszczonych w dwóch rzędach. W 2001 roku auto przeszło lekki lifting. Zmodernizowana została m.in. atrapa chłodnicy oraz zestaw wskaźników, a także zmodernizowany został silnik wysokoprężny pojazdu.
Z powodu niekonwencjonalnej stylistyki nadwozia Fiat Multipla w wersji z 1998 roku znalazł się na liście 50 najgorszych samochodów wszech czasów opublikowanej w 2007 roku przez tygodnik Time.
W 1999 roku Multipla znalazła się jako eksponat na wystawie Different Roads w Muzeum Sztuki Współczesnej w Nowym Jorku.
W plebiscycie na Europejski Samochód Roku 2000 model zajął 2. pozycję (za Toyotą Yaris).
W 2007 roku samochód wycofano ze sprzedaży w Polsce.

### Lifting
Fiat Multipla po gruntownej modernizacji został po raz pierwszy zaprezentowany podczas targów motoryzacyjnych w Genewie w 2004 roku. W stosunku do dotychczasowego wariantu, przód pojazdu zmieniony został na bardziej konwencjonalny. Przednie reflektory przeniesione zostały z podszybia w tradycyjne miejsce w pasie przednim pojazdu. Gruntownie zmienił się także wygląd tylnej części nadwozia, z naciskiem na lampy.
W 2008 roku chiński koncern motoryzacyjny Zhejiang Zotye Auto Co. kupił licencję od Fiata i rozpoczął produkcję Multipli pod własną marką. Model nazywał się Zotye Emotion z symbolem JNJ 7160 HS i był wytwarzany do 2013 roku.

### Silniki
- Benzynowe:
  - R4 1.6 16V 100 KM
  - R4 1.6 16V 100 KM Bipower (napędzany benzyną i sprężonym gazem ziemnym)
  - R4 1.6 16V 100 KM GPower (napędzany benzyną i LPG)
  - R4 1.6 16V 95KM BluPower (napędzany wyłącznie sprężonym gazem ziemnym, wersję cechowały powiększone zbiorniki CNG)
- Wysokoprężne:
  - R4 1.9 JTD 8V 105 KM
  - R4 1.9 JTD 8V 110 KM
  - R4 1.9 JTD 8V 115 KM

### Silniki (FL)
- Benzynowe:
  - R4 1.6 16V 100 KM
  - R4 1.6 16V 100 KM Natural Power (z napędem na gaz ziemny)
- Wysokoprężne:
  - R4 1.9 JTD 115 KM
  - R4 1.9 Multijet 120 KM DPF